# Beothuk

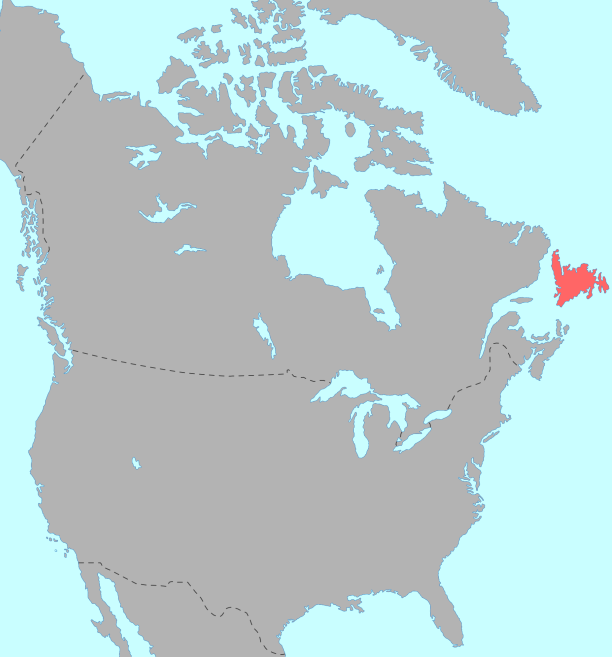
Beothukindianernas ursprungliga bosättningsområde.

Beothuk var Newfoundlands urbefolkning. Det var ett, förmodligen algonkintalande, jägar- och samlarfolk. Till skillnad från nästan alla andra nordamerikanska ursprungsbefolkningar undvek beothukindianerna alla förbindelser med de européer, som från femton- och sextonhundratalet frekventerade de newfoundländska fiskeplatserna, varför kunskaperna om dem är mycket begränsade. Den sista kända medlemmen av detta folk dog år 1829.